# Robert Wilson Shufeldt
assinatura
Robert Wilson Shufeldt (1 de dezembro de 1850 — 21 de janeiro de 1934) foi um osteólogo, miólogo, museólogo e etnógrafo norte-americano que contribuiu para estudos comparativos da anatomia das aves e da ciência forense. Ele tinha fortes opiniões sobre raças e era um defensor da supremacia branca.